# جزيرة ماكتان

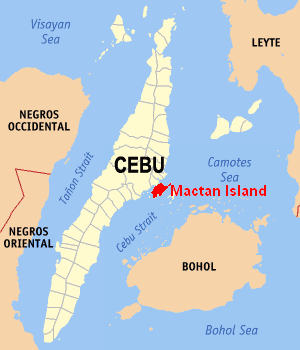
خريطة توضح موقع جزيرة ماكتان

ماكتان (Mactan) هي جزيرة فلبينية تبعد كيلومترات قليلة عن جزيرة سيبو، وهي جزء من مقاطعة سيبو، وتنقسم إلى «مدينة لابو لابو» و«بلدية قرطبة (كوردوفا)». تتصل الجزيرة بجزيرة سيبو بجسرين أحدهما يسمى جسر مارثيلو فرنان والثاني جسر ماكتان-منداو.
يعد مطار ماكتان-سيو (الذي يقع في هذه الجزيرة) هو ثاني أكثر مطارات الفلبين ازدحاماً بالحركة.
كان المسلمون يسيطرون على الجزيرة قبل أن تحتلها إسبانيا في القرن السادس عشر. وقد حل المستكشف البرتغالي فرديناند ماجلان بالجزيرة سنة 1521 واشتبك مع القبائل المحلية اشتباكات انتهت بمقتله على يد مقاتلي لابو لابو ـ حاكم جزيرة ماكتان ـ في معركة ماكتان.
وفي سنة 1730 أسس بعض المبشرين مدينة أوبون، التي تغير اسمها بموجب قرار جمهوري سنة 1961 إلى مدينة لابو لابو.

## معرض صور

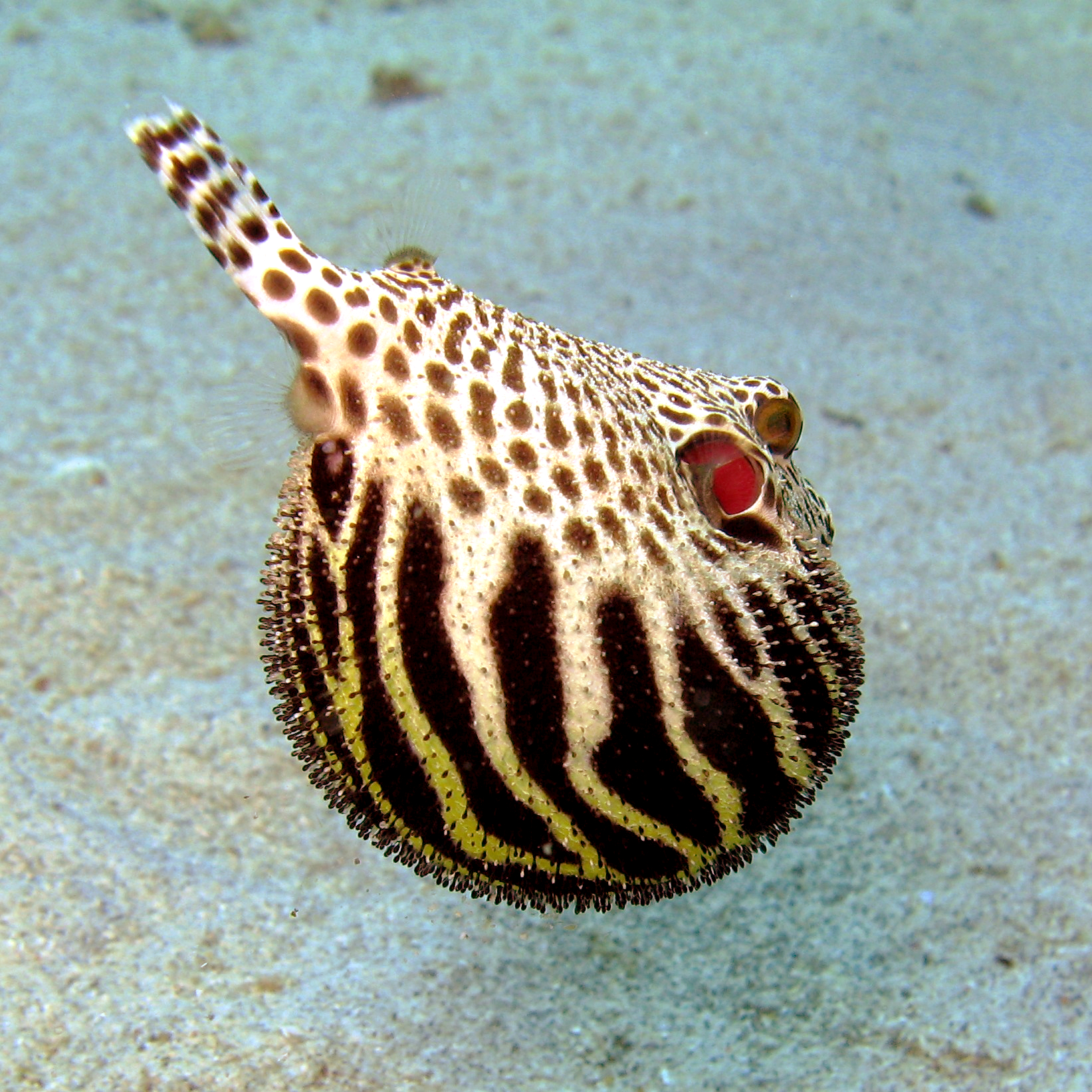
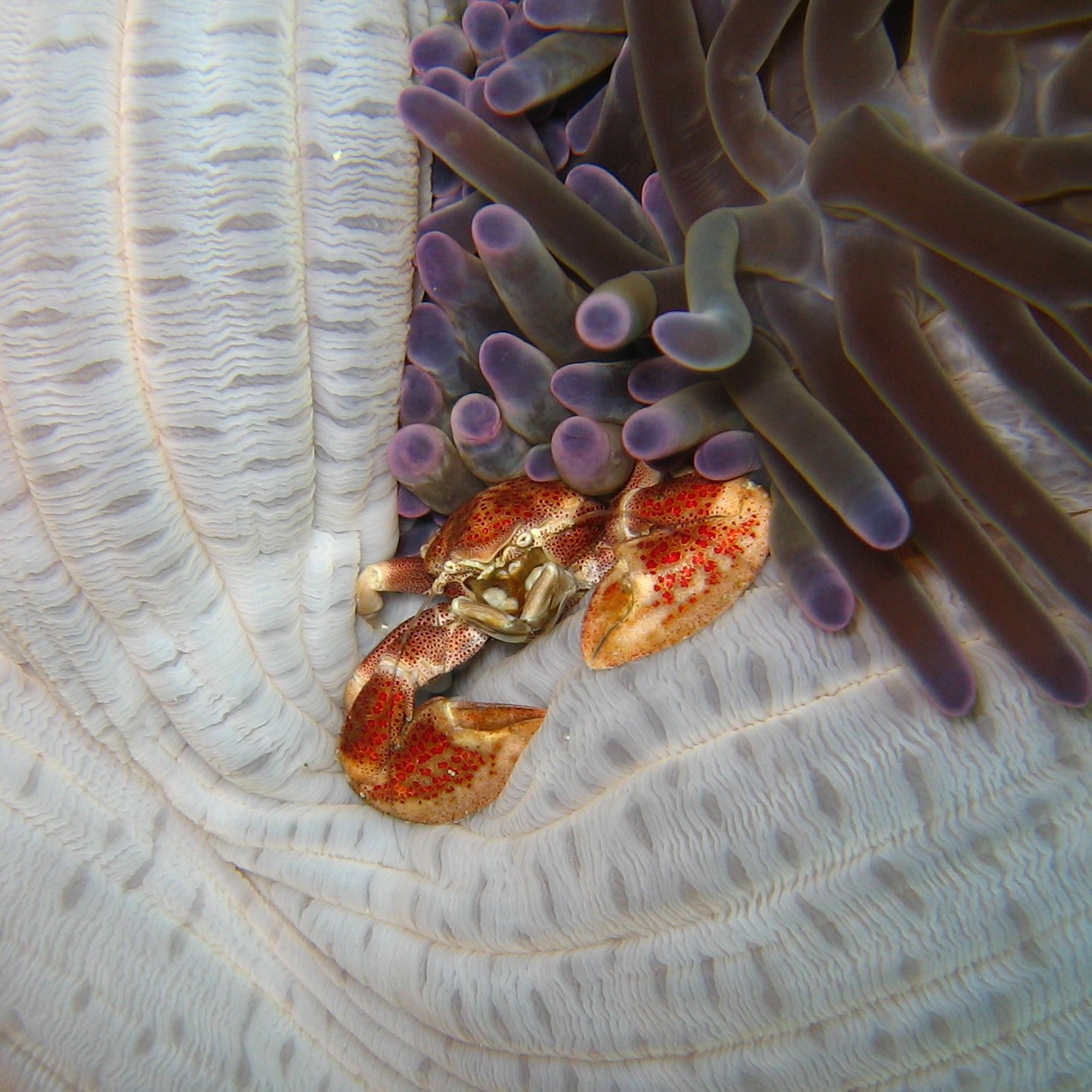
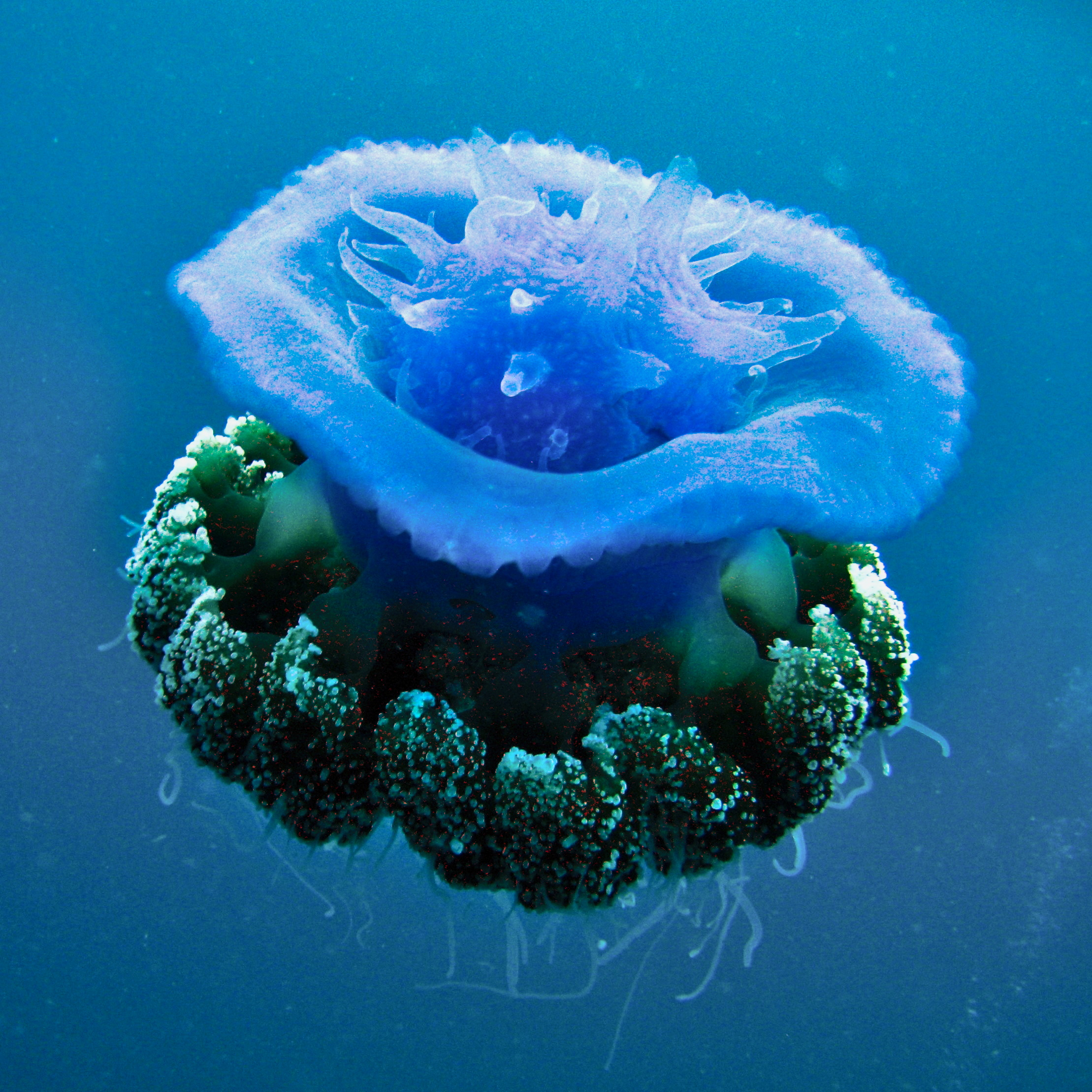
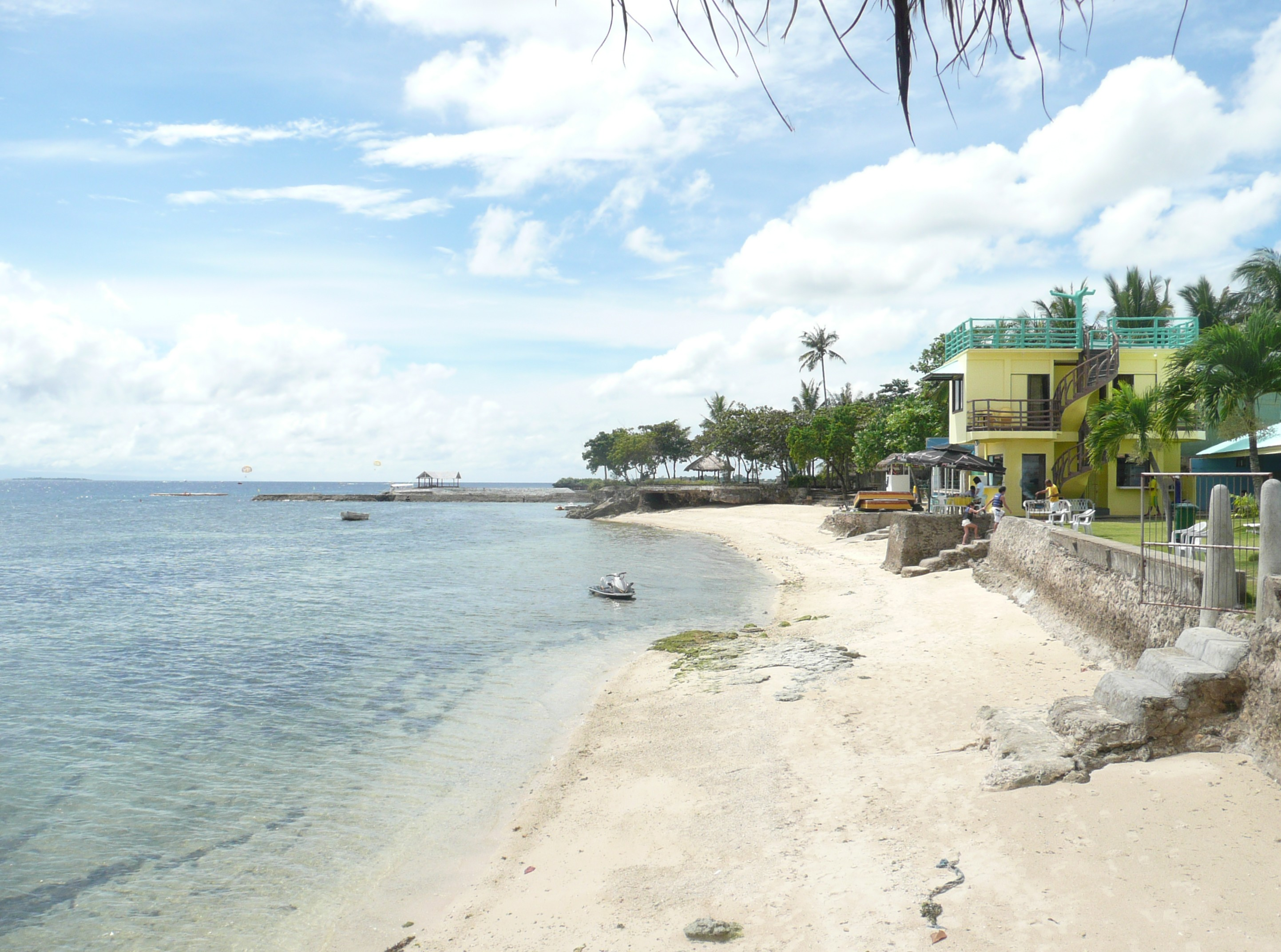
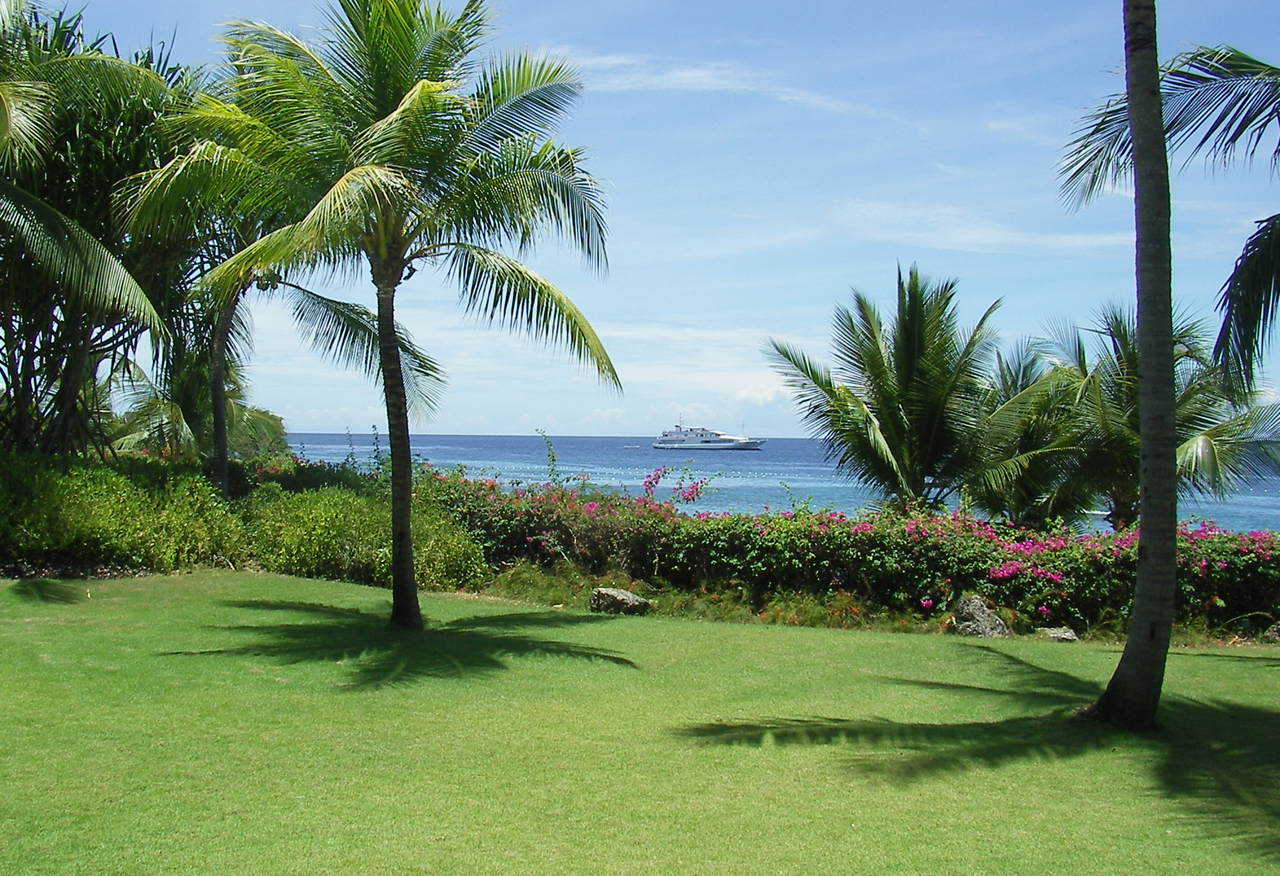

## أعلام
- لابو لابو
- فرناندو ماجلان